# Кришас-ду-Токантинс

Кришас-ду-Токантинс на карте штата.

Кришас-ду-Токантинс (порт. Crixás do Tocantins) — муниципалитет в Бразилии, входит в штат Токантинс. Составная часть мезорегиона Западный Токантинс. Входит в экономико-статистический микрорегион Гурупи. Население составляет  1 564 человека на 2010 год. Занимает площадь 986,693 км². Плотность населения — 1,59 чел./км².

## Демография
Согласно сведениям, собранным в ходе переписи 2010 г. Национальным институтом географии и статистики (IBGE), население муниципалитета составляет:
| Полное население                               | Полное население                               | Полное население                               | Полное население                               | 1 564 |
| ---------------------------------------------- | ---------------------------------------------- | ---------------------------------------------- | ---------------------------------------------- | ----- |
| в том числе:                                   | Городское население                            | 872                                            | Процент городского населения, %                | 55,75 |
|                                                | Сельское население                             | 692                                            | Процент сельского населения, %                 | 44,25 |
|                                                | Мужское население                              | 821                                            | Процент мужского населения, %                  | 52,49 |
|                                                | Женское население                              | 743                                            | Процент женского населения, %                  | 47,51 |
| Плотность населения, чел/км²                   | Плотность населения, чел/км²                   | Плотность населения, чел/км²                   | Плотность населения, чел/км²                   | 1,59  |
| Население муниципалитета в % к населению штата | Население муниципалитета в % к населению штата | Население муниципалитета в % к населению штата | Население муниципалитета в % к населению штата | 0,11  |

По данным оценки 2016 года население муниципалитета составляет 1 680 жителей.

## Статистика
- Валовой внутренний продукт на 2003 составляет 5.038.355,00 реалов (данные: Бразильский институт географии и статистики).
- Валовой внутренний продукт на душу населения на 2003 составляет 3.392,83 реалов (данные: Бразильский институт географии и статистики).
- Индекс развития человеческого потенциала на 2000 составляет 0,718 (данные: Программа развития ООН).

## Важнейшие населенные пункты
| № | Населённый пункт    | Населённый пункт (порт.) | Категория | Население чел. (2010) | На карте                        |
| - | ------------------- | ------------------------ | --------- | --------------------- | ------------------------------- |
| 1 | Кришас-ду-Токантинс | Crixás do Tocantins      | город     | 872                   | 11°06′14″ ю. ш. 48°55′06″ з. д. |